# Zavoj (Ohrid)
Zavoj (macedónul: Завој) település Észak-Macedóniában, a Délnyugati körzet Ohridi járásában.

## Népesség
| Lakosok száma | 532  | 554  | 611  | 531  | 155  | 54   | 41   | 12   | 1    |
|               | 1948 | 1953 | 1961 | 1971 | 1981 | 1991 | 1994 | 2002 | 2021 |

2002-ben 12 lakosa volt, akik mindannyian macedónok.